# Tempo di mostri, fiume di dolore
Tempo di mostri, fiume di dolore (World Enough, and Time) è un romanzo fantascientifico del 1982 scritto da James Kahn.
È stato tradotto per Mondadori al numero 934 della serie Urania.

## Trama
Durante un temporale, la famiglia di Josh e di Beauty (un centauro), vengono attaccate da un vampiro, un abominio e un grifone, per prenderli come prigionieri. Quando i due scoprono l'accaduto, decidono di intraprendere un lungo inseguimento per liberare i propri cari. Durante l'inseguimento scoprono che molti altri villaggi sono stati attaccati e solo gli umani sono stati fatti prigionieri. Un giorno capitando nei pressi di un bordello, incontrano l'abominio facente parte del terzetto, colpevole del rapimento dei loro famigliari. La creatura tradita e pugnalata dai compagni, muore senza rivelare altro. I due si rimettono alla ricerca dei famigliari incontrando, prima Iside (una gatta parlante), poi Jasmine, una neuroumana (una donna bionica). Durante l'inseguimento Jasmine spiega loro la storia degli ultimi 200 anni: nel 1986 ci fu l'esplosione di una centrale nucleare e di tutte le successive guerre e catastrofi naturali avvenute in seguito. Sulle prime Beauty non le vuole credere, ma poi lei spiega di come e quando sono stati creati i vari abomini, hobit, centauri, grifoni, vampiri, gatti parlanti (come Iside) o creature bioniche come lei, tutte creature costruite geneticamente da scienziati finanziati da ricchi signori senza scrupoli e annoiati.

## Edizioni
- James Kahn, Tempo di mostri,fiume di dolore, collana Urania n° 934, Verona, Arnoldo Mondadori, 1980.